# Mât de KFVS TV
 (février 2024).
Si vous disposez d'ouvrages ou d'articles de référence ou si vous connaissez des sites web de qualité traitant du thème abordé ici, merci de compléter l'article en donnant les références utiles à sa vérifiabilité et en les liant à la section « Notes et références ».
Le mât de KW-TV est une tour de transmission de 511 mètres de hauteur située dans le Comté de Cap Girardeau dans le Missouri et qui fut de 1960 à 1962 la plus haute structure du monde.